# Хохлова, Александра Сергеевна
Александра Сергеевна Хохлова (урождённая Боткина; 4 октября 1897, Берлин — 22 августа 1985, Москва) — советская киноактриса, кинорежиссёр, сценаристка, педагог, заслуженная артистка РСФСР (1935).

## Биография
Родилась 4 октября 1897 года в Берлине, где в то время учился отец. Старшая из двух дочерей врача профессора Военно-медицинской академии в Санкт-Петербурге Сергея Сергеевича Боткина и его жены Александры Павловны, урождённой Третьяковой; внучка петербургского медика Сергея Боткина и московского мецената Павла Третьякова.
В 1914 году вышла замуж за актёра Константина Хохлова. В 1916 году при его содействии начала сниматься в эпизодических ролях. Брала уроки выразительного движения у чешской актрисы и преподавательницы Беллы Горской.
В 1919 году поступила в только что открывшуюся Госкиношколу. Училась у Владимира Гардина, Ольги Преображенской, а затем у Льва Кулешова, который стал её мужем. В 1923 году вошла в состав «коллектива Кулешова». Снималась в фильмах «Необычайные приключения мистера Веста в стране большевиков» (1924), «Луч смерти» (1925), «По закону» (1926).
В 1926 году Сергей Эйзенштейн посвятил ей статью «Как ни странно, — о Хохловой», опубликованную в газете «Кино»:

Хохлова — это, конечно, единственное в своём роде, быть может, стоящее серьезного упоминания актёрское дарование на сегодня.
Это ставка на мастерство. И к тому — резко своё.
При этом руководитель кинофабрики «Межрабпом-Русь» Моисей Алейников не хотел, чтобы Кулешов снимал Хохлову. Тогда Александр Курс написал специально для неё сценарий «Журналистка» («Ваша знакомая»), поставленный на кинофабрике Совкино. После этого фильма последовал окончательный запрет на съёмки Хохловой — «некрасивая и худая». Актрисе пришлось подумать о самостоятельной работе на производстве. В 1929 году на 1-й госкинофабрике она поставила фильм «Дело с застёжками» по одноимённому рассказу Максима Горького. После этого получила рекомендацию в Ленинград на кинофабрику Белгоскино, где сняла фильм «Саша» о беременной деревенской женщине, которая приехала в город на поиски своего мужа и попала в милицию. Её следующей режиссёрской работой стал культурфильм «Игрушки» (1931) о кустарном производстве русских деревянных игрушек. Затем она работала ассистентом Кулешова на одном из первых советских звуковых фильмов «Горизонт» (1932). В 1933 году исполнила одну из главных ролей в фильме Кулешова «Великий утешитель».
Долгое время вместе с Кулешовым преподавала во ВГИКе режиссуру (с 1939 года — доцент). Автор книг «50 лет в кино» (совместно с Кулешовым), «Принципы кинорежиссуры Л. В. Кулешова», а также составитель трёхтомного собрания сочинений Кулешова.
Скончалась 22 августа 1985 года в Москве; похоронена на Новодевичьем кладбище (уч. 1), рядом с захоронениями второго мужа и деда.

## Признание и награды

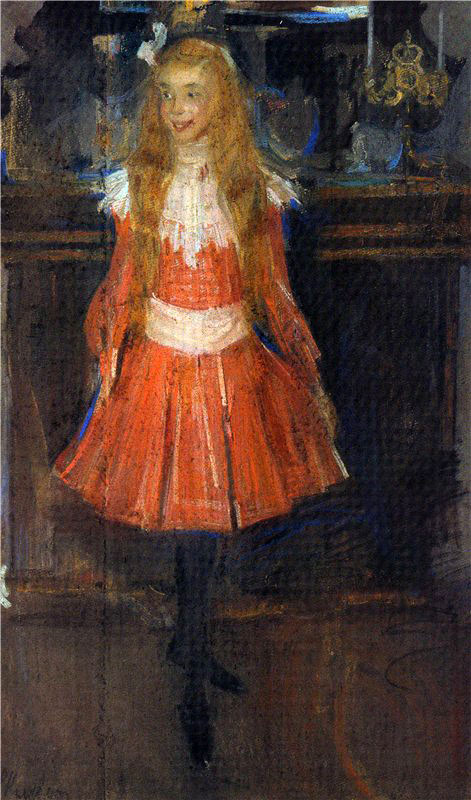
Филипп Малявин. «Лисичка». Портрет А. Хохловой в детстве, 1902

- Заслуженная артистка РСФСР (1935)

## Фильмография

### Актёрские работы
- 1917 — Набат
- 1918 — Иола — эпизод
- 1919 — Железная пята — эпизод
- 1920 — На красном фронте — жительница прифронтовой полосы
- 1924 — Необычайные приключения мистера Веста в стране большевиков — «графиня фон Сакс»
- 1925 — Луч смерти — женщина-стрелок, сестра Эдит
- 1926 — По закону — Эдит Нильсен
- 1927 — Ваша знакомая — журналистка Хохлова
- 1933 — Великий утешитель — Дульси
- 1935 — Гибель сенсации — девушка с куклами
- 1940 — Сибиряки — Пелагея, мать Серёжи
- 1956 — Берёзы в степи
- 1966 — Скверный анекдот — эпизодическая роль

### Режиссёрские работы
- 1929 — Дело с застёжками
- 1930 — Саша
- 1931 — Игрушки (документальный)
- 1941 — Случай в вулкане (совместно с Львом Кулешовым)
- 1942 — Клятва Тимура (совместно с Львом Кулешовым)
- 1943 — Мы с Урала (совместно с Львом Кулешовым)

### Сценарные работы
- 1929 — Дело с застёжками
- 1930 — Саша